# Adwaitya

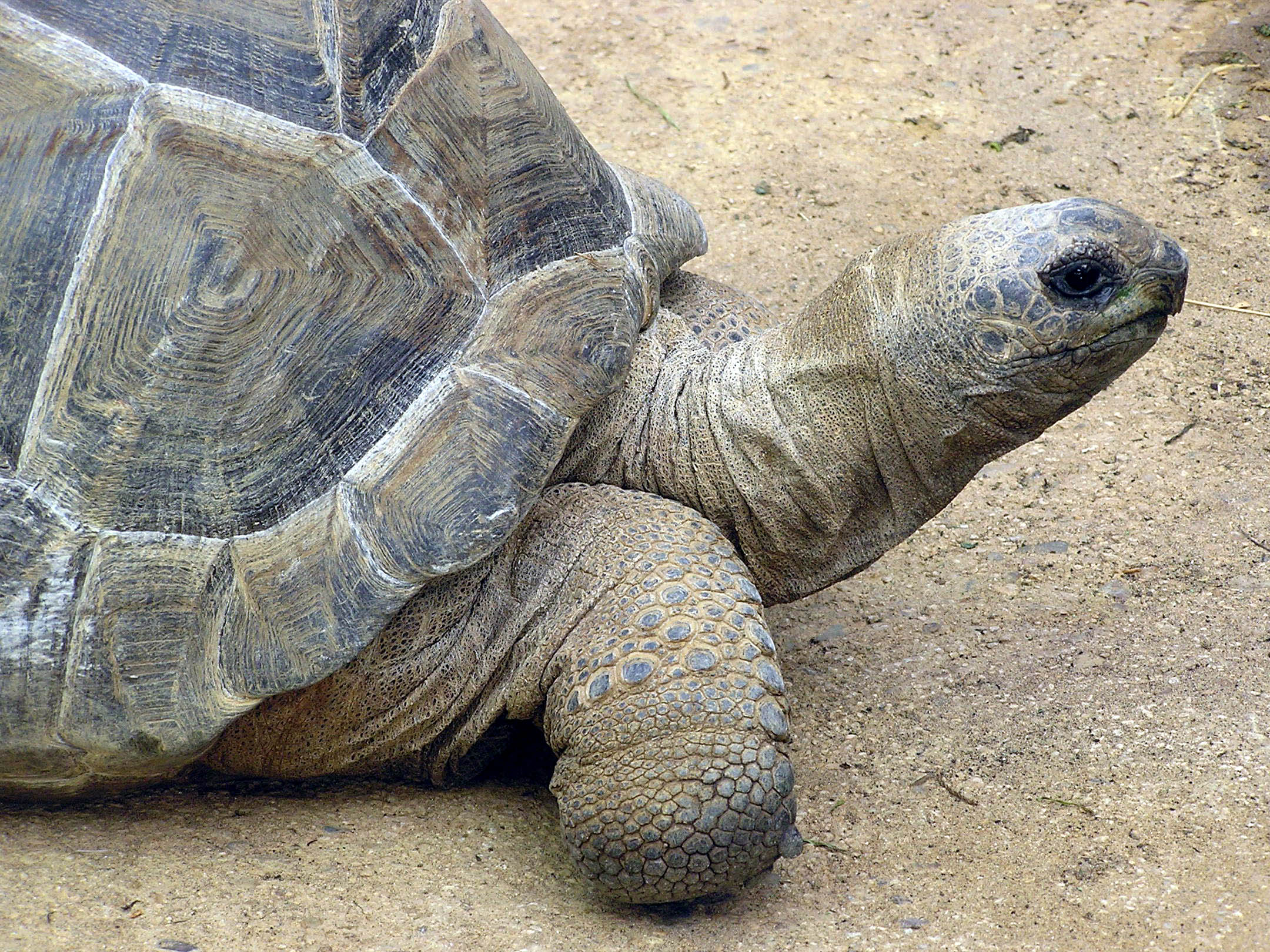
Een soortgenoot van Adwaitya

Adwaitya (Sanskriet: अद्वैत) is een in 2006 overleden schildpad. De naam betekent letterlijk de enige en de schildpad is een Aldabra-reuzenschildpad (Dipsochelys dussumieri). De nog naamloze schildpad werd door Engelse zeelui samen met drie andere exemplaren gevangen op de Seychellen en cadeau gedaan aan Robert Clive, een vooraanstaand lid van de Britse Oost-Indische Compagnie. De schildpad overleed in de dierentuin van Calcutta.
Het dier werd volgens de overlevering in 1750 geboren, en zou een leeftijd bereikt hebben van 255 jaar tot een ontsteking in een scheur van het rugschild het dier fataal werd. Hiermee is de schildpad het op een na oudst bekende individueel levende dier ooit als de leeftijd wordt vastgesteld. Volgens sommige bronnen werd de schildpad geboren in 1705, wat de leeftijd naar 300 jaar zou brengen, ook dit is niet bevestigd. Koolstofdatering zal hierover uitsluitsel moeten brengen, het schild van Adwaitya zal worden tentoongesteld.
Een andere zeer oude schildpad is Harriet, die op een leeftijd van 176 jaar overleed in 2006. De langstlevende soort schildpad, en tevens gewervelde, is Tu'i Malila die een leeftijd bereikt heeft van 188 tot 192 jaar. Ouder dan deze schildpadden werd Ming de Noordkromp, een tweekleppig schelpdier dat werd gevangen op een leeftijd van 507 jaar.